# Karl Friedrich Abel
Karl Friedrich Abel (ur. 22 grudnia 1723 w Köthen, zm. 20 czerwca 1787 w Londynie) – muzyk i kompozytor niemiecki, wirtuoz gry na violi da gamba i barytonie.

## Życiorys
Jego ojcem był Christian Ferdinand Abel, syn Clamora Heinricha. Carl w Lipsku był uczniem Jana Sebastiana Bacha. W latach 1748–1758 członek orkiestry dworskiej w Dreźnie. Od 1759 nadworny muzyk (później dyrektor) w nadwornej orkiestrze kameralnej królowej w Londynie. Wraz z Johannem Christianem Bachem między 1765 a 1772 prowadził pierwsze publiczne koncerty w Londynie, które nazywano Bach-Abel-Concerts. Autor 27 dzieł muzycznych (symfonii, uwertur, koncertów fortepianowych, kwartetów smyczkowych, sonat i in.), odznaczających się doskonałą melodyką i za jego życia bardzo cenionych. Jego twórczość utrzymana jest w stylu szkoły mannheimskiej.
W 2015 roku zbiór utworów Abla nieoczekiwanie odkryto w Polsce w zbiorach Biblioteki Uniwersyteckiej w Poznaniu, w przechowywanej pałacowej kolekcji muzykaliów pochodzącej z biblioteki rodziny Maltzanów z Milicza (Militsch) na Dolnym Śląsku.